# Moskvas Internationale Forretningskvarter
Moskvas Internationale Forretningskvarter (russisk: Московский международный деловой центр; ММДЦ, tr. Moskovskij mezjdunarodnyj delovoj tsentr; MMDT), tidligere Moskva City (russisk: Mocквa-Cити, tr. Moskva-Siti), er et nyt forretningskvarter i Presnenskij rajon i den Centrale administrative okrug i Moskva, der hovedsageligt består af skyskrabere. Flere af Europas ti højeste bygninger findes i kvarteret. Federation Tower er med sine 374 m Europas højeste bygning. Tidligere var OKO også i MMDT med sine 354 m Europas højeste bygning.
Planen er at skabe en blandet bydel, der indeholder såvel kontorfaciliteter, boliger og underholdningsfaciliteter, og bliver det ledende forretningskvarter i Rusland og Østeuropa. Moskvas bystyre igangsatte byggeriet i 1992. Området har areal på en kvadratkilometer og var tidligere et industrikvarter.